# 三好市立和田小学校
三好市立和田小学校（みよししりつ わだしょうがっこう）は、かつて徳島県三好市東祖谷和田にあった公立小学校。2009年（平成21年）4月1日休校、2012年（平成23年）3月1日廃校となる。

## 沿革
- 1923年（大正12年） - 和田尋常高等小学校を開設。
- 2006年（平成18年） - 町村合併のため三好市立和田小学校となる。
- 2009年（平成20年）03月31日 - 休校となる。
- 2012年（平成24年）
  - 3月31日 - 廃校となる[1]。
  - 04月01日 - 三好市立落合小学校、三好市立栃之瀬小学校、三好市立菅生小学校、三好市立名頃小学校、三好市立和田小学校が統合し三好市立東祖谷中学校の敷地内[2]に三好市立東祖谷小学校が設立された。

## 校歌
- 作詞: 地平秀行
- 作曲: 来代春二